# Odeon di Amman

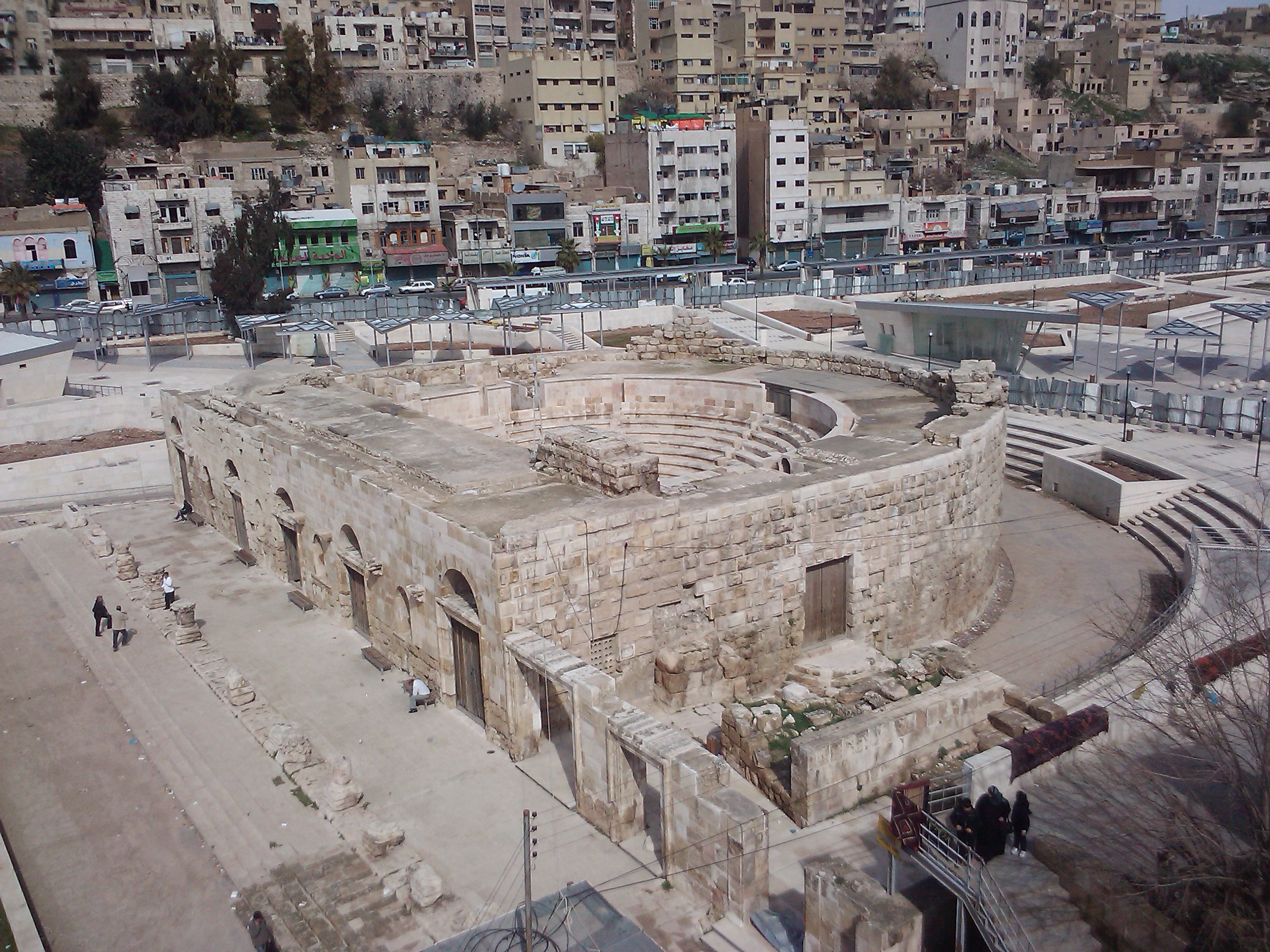
View of the Odeon from afar

L'Odeon è un piccolo teatro da 500 posti ad Amman, in Giordania. Da non confondere con il grande teatro romano che si trova proprio accanto ad esso, sul lato meridionale della Piazza Hashemita, mentre l'Odeon si trova sul lato est della Piazza.

## Descrizione
Gli archeologi hanno ipotizzato che l'Odeon fosse molto probabilmente chiuso da un tetto di legno temporaneo che proteggeva il pubblico dalle intemperie.

## Storia
L'edificio è un odeon romano, costruito nel II secolo d.C., dello stesso periodo dell teatro romano.
L'Odeon è stato recentemente restaurato insieme alla vicina fontana del Ninfeo.

## Uso odierno
L'Odeon è usato al giorno d'oggi per i concerti, il più popolare è l'annuale Al-Balad Music Festival.